# François Lescure
Pour les articles homonymes, voir Lescure.
François Lescure, né le 23 avril 1920 à Paris, où il meurt le 12 avril 1992, est un journaliste et résistant communiste français.

## Biographie

### Jeunesse et études
Fils du résistant Pierre de Lescure et de Marie de Gentile, fille d'un ancien élève de Saint-Cyr, François Lescure hérite des idées de son père communiste. Après la victoire du Front populaire, il adhère à un groupe de lycéens antifascistes, puis s'engage au sein des Jeunesses communistes en 1938. Il obtient le baccalauréat.
Étudiant, il devient secrétaire parisien de l'Union des étudiants communistes et vice-président de l'UNEF en 1940. Durant cette période, il fonde avec ses camarades une revue clandestine dénommée La Relève et se met à porter la particule.

### Résistance
Il figure parmi les participants de la grande et première manifestation anti-nazie du 11 novembre 1940, place de l'Étoile à Paris. Les historiens Alain Monchablon et Danielle Tartakowsky démontrent que François Lescure se rallie à la manifestation trois jours avant, lorsque l'accord du Parti communiste est donné et après avoir surmonté les réticences de s'associer à une initiative « d'étudiants patriotes de la Faculté de droit »,. La paternité de cette manifestation ne peut être revendiquée ni par le Parti communiste clandestin ni par les gaullistes. Le 3 décembre 1940, François Lescure est arrêté et questionné au sujet de la manifestation du 11 novembre. Il est libéré rapidement grâce à l'intervention du Secrétariat général à la Jeunesse de Vichy. Il conservera des séquelles des séances de torture subies pendant sa détention.
Il poursuit des activités dans la Résistance ; arrêté le 5 juin 1944 en tentant de franchir la frontière franco-espagnole, il est finalement libéré par un commissaire de police supposément gaulliste.

### Parcours professionnel
En 1946, il entre comme journaliste au quotidien L'Humanité, où il travaille jusqu'à sa retraite, excepté les années 1965 à 1973 durant lesquelles il est rédacteur en chef de France nouvelle, l'hebdomadaire central du Parti communiste français. À la fin de sa carrière, il couvre les affaires européennes.

### Vie privée
Il est le père du journaliste Pierre Lescure (né en 1945), de l'économiste et homme politique Roland Lescure et de l'auteur, photographe, réalisateur, compositeur Jean-François Lescure dit « Jef Kerneis ».
Mort dans la nuit du 12 au 13 avril 1992 à Paris 20e,, il est crématisé au cimetière du Père-Lachaise.

## Décoration
- Chevalier de la Légion d'honneur, 1991[9].